# Klondike Fury
Pour plus de détails, voir Fiche technique et Distribution.
Klondike Fury est un film américain réalisé par William K. Howard, sorti en 1942.

## Fiche technique
- Titre : Klondike Fury
- Réalisation : William K. Howard
- Scénario : Henry Blankfort et Tristram Tupper
- Musique : Edward J. Kay
- Pays d'origine : États-Unis
- Format : Noir et blanc - 1,37:1 - Mono
- Genre : drame
- Date de sortie : 1942

## Distribution
- Edmund Lowe : Dr. John Mandre
- Lucile Fairbanks : Peg Campbell
- William Henry : Jim Armstrong
- Ralph Morgan : Dr. Brady
- Robert Middlemass : Sam Armstrong
- Jean Brooks : Rae Langton
- Mary Forbes : Mrs. Langton
- Vince Barnett : Alaska
- Clyde Cook : Yukon
- Marjorie Wood : Ellen
- Monte Blue : Flight Dispatcher
- Kenneth Harlan : Flight Dispatcher

## Récompenses et distinctions
- Nomination pour l'oscar de la meilleure partition d'un film dramatique ou d'une comédie en 1943